# 모내기클럽
《모내기클럽》은 대한민국의 MBN에 방송 중인 예능 프로그램이다.

## 기획 의도
각계를 대표하는 탈모인들이 한 자리에 모였다, 지독한 탈모 인생을 살아온 그들의 한 맺힌 탈모 배틀! ‘모(毛)내기 품위 유지비’를 차지하기 위한 치열한 승부, 그 승자는? 탈모인들을 위한, 탈모인들에 의한, 탈모인들의 축제, 모내기 클럽이 시작된다

## 방송 일정
| 방송 채널 | 방송 기간                        | 방송 시간                      | 비고 |
| --------- | -------------------------------- | ------------------------------ | ---- |
| MBN       | 2023년 2월 4일 ~ 2023년 4월 22일 | 매주 토요일 밤 9시 20분 ~ 11시 |      |

## 진행자
- 박명수
- 김광규
- 장도연

## 에피소드 목록
| 회차 | 방송일         | 팀별                                   | 게스트(회원)                           | 비고 |
| ---- | -------------- | -------------------------------------- | -------------------------------------- | ---- |
| 1회  | 2023년 2월 4일 | 무적 모내기즈                          | 송창식, 윤석민, 유희관                 |      |
| 1회  | 2023년 2월 4일 | 털 업 더 뮤직                          | 정상수, 미노, 육중완                   |      |
| 2회  | 2월 11일       | 바이바이 두발이야                      | 김숙용, 박성광, 이원구                 |      |
| 2회  | 2월 11일       | 쇼 미 더 머리                          | 조상현, 대멀, 디크리스                 |      |
| 3회  | 2월 18일       | 재벌집 탈모 아들                       | 조영구, 여신욱, 오두환                 |      |
| 3회  | 2월 18일       | 미스털 코리아                          | 아놀드 홀, 짱재, 존 그랜지             |      |
| 4회  | 2월 25일       | 충무로 털스틸리                        | 김학철, 금광산, 박광재                 |      |
| 4회  | 2월 25일       | 아일 탈모 땡큐                         | 줄리안, 일리야, 테리스                 |      |
| 5회  | 3월 4일        | 모블리                                 | 김미려, 이은형, 김가빈                 |      |
| 5회  | 3월 4일        | 미모 삼총사                            | 제이, 고은아, 배윤정                   |      |
| 6회  | 3월 11일       | 난 탈모라고 해                         | 김원효, 홍석천, 오지헌                 |      |
| 6회  | 3월 11일       | 뷰티 모밴져스                          | 손대식, 이윤규, 킹스턴                 |      |
| 7회  | 3월 18일       | 푸드 파이털                            | 양치승, 유재환, 이원일                 |      |
| 7회  | 3월 18일       | 탈모는 거들 뿐                         | 한기범, 전태풍, 김훈                   |      |
| 8회  | 3월 25일       | 빠진 녀석들                            | 신범식, 김원중, 전우재                 |      |
| 8회  | 3월 25일       | 탈모 in 멜로디                         | 지상렬, 슬리피, 보이비                 |      |
| 9회  | 4월 1일        | 김승현, 문수인, 풍자, 김미려, 정성윤   | 김승현, 문수인, 풍자, 김미려, 정성윤   |      |
| 10회 | 4월 8일        | 오지헌, 오승훈, 이진성, 심권호, 김민수 | 오지헌, 오승훈, 이진성, 심권호, 김민수 |      |
| 11회 | 4월 15일       | 김태원, 김도균, 박완규, 김민기, 홍윤화 | 김태원, 김도균, 박완규, 김민기, 홍윤화 |      |
| 12회 | 4월 22일       | 김형준, 쇼리, 박군, 유남규, 하태권     | 김형준, 쇼리, 박군, 유남규, 하태권     |      |

## 같이 보기
- 탈모증
- 머리카락